# Piero Cazzaniga
Piero Cazzaniga (Milano, 30 aprile 1932 – Menaggio, 25 marzo 2022) è stato un calciatore italiano, di ruolo centrocampista.

## Carriera
Giocò in Serie A con Torino e Triestina.